# Fluidenergiemaschine
Eine Fluidenergiemaschine ist eine Maschine oder Vorrichtung, in der mechanische Arbeit mit einem Fluid, also einem Gas oder einer Flüssigkeit, ausgetauscht wird. Die Fluidenergiemaschine überträgt die Arbeit also entweder von außen auf das Fluid (Arbeitsmaschine), oder entzieht dem Fluid Energie (Kraftmaschine), die dann nach außen als mechanische Arbeit abgegeben wird. Thermische Fluidenergiemaschinen werden mit kompressiblen (gasförmigen), hydraulische Fluidenergiemaschinen mit inkompressiblen (meist flüssigen) Fluiden betrieben.

## Typologie

### Nach Kompressibilität des Fluids
- Thermische Fluidenergiemaschine
- Hydraulische Fluidenergiemaschine – betrieben mit Wasserhydraulik, Ölhydraulik oder anderen inkompressiblen Fluiden (z. B. Bremsflüssigkeit)

### Nach Richtung der Energieübertragung
- Arbeitsmaschine
- Kraftmaschine

### Nach Druckaufbau
- Strömungsmaschine
- Kolbenmaschine

| Maschinenart→ Gruppe↓                             | Arbeitsmaschinen          | Kombinationen von Kraft- und Arbeitsmaschinen                                                           | Kraftmaschinen                                       |
| Hydraulische Strömungsmaschinen (≈inkompressibel) | Turbopumpen Kreiselpumpen | Föttinger-Wandler und -Kupplungen (hydrodynamische Getriebe)oderPumpen-Turbinen (In Pumpspeicherwerken) | Wasserturbinen                                       |
| Hydraulische Strömungsmaschinen (≈inkompressibel) | Ventilatoren              | Föttinger-Wandler und -Kupplungen (hydrodynamische Getriebe)oderPumpen-Turbinen (In Pumpspeicherwerken) | Wasserturbinen                                       |
| Thermische Strömungsmaschinen (kompressibel)      | Turboverdichter           | (Gasturbinen) (Eingang der Gasturbine besteht aus einem Verdichter)                                     | Dampfturbinen ←Gasturbinen Turbinen-Strahltriebwerke |

| Maschinenart→ Gruppe↓                          | Arbeitsmaschinen | Kraftmaschinen                     |
| Hydraulische Kolbenmaschinen (≈inkompressibel) | Kolbenpumpen     | Hydraulikmotoren                   |
| Thermische Kolbenmaschinen (kompressibel)      | Kolbenverdichter | Dampfmaschinen Verbrennungsmotoren |